# Elezioni locali in Corea del Nord del 1999
Le elezioni delle assemblee popolari provinciali, municipali, cittadine, delle contee e dei distretti in Corea del Nord del 1999 si tennero il 7 marzo.

## Descrizione
Furono eletti 29 442 deputati delle assemblee popolari provinciali, municipali, cittadine, delle contee e dei distretti.
L'affluenza fu del 99,9% e i candidati ricevettero un tasso di approvazione del 100%.